# Azjaceratops
Azjaceratops (Asiaceratops) – roślinożerny, dwunożny dinozaur z grupy ceratopsów; jego nazwa znaczy "rogata twarz z Azji", "azjatyckie rogate oblicze". Spokrewniony z protoceratopsem
Żył w okresie kredy (ok. 112-99 mln lat temu) na terenach Azji (Chiny, Mongolia, Uzbekistan). Długość ciała ok. 1,5 m, wysokość ok. 50 cm, masa ok. 15 kg. Jego szczątki znaleziono w Chinach, Mongolii i Uzbekistanie.
Gatunki azjaceratopsa:
- Asiaceratops salsopaludalis (Nessov, Kaznyshkina & Cherepanov, 1989)
- Asiaceratops sulcidens (Bohlin, 1953 / Nessov & Kaznyshkina, 1989)